# Großer Preis von Deutschland 1966
Der Große Preis von Deutschland 1966 (offiziell XXVIII Großer Preis von Deutschland) fand am 7. August auf dem Nürburgring in Nürburg statt und war das sechste Rennen der Automobil-Weltmeisterschaft 1966. John Taylor kollidierte während des Rennens mit Jackie Ickx, der sein Debüt feierte, und starb vier Wochen später an einer Infektion der Brandwunden, die aus dem Unfall resultierten.

## Berichte

### Hintergrund

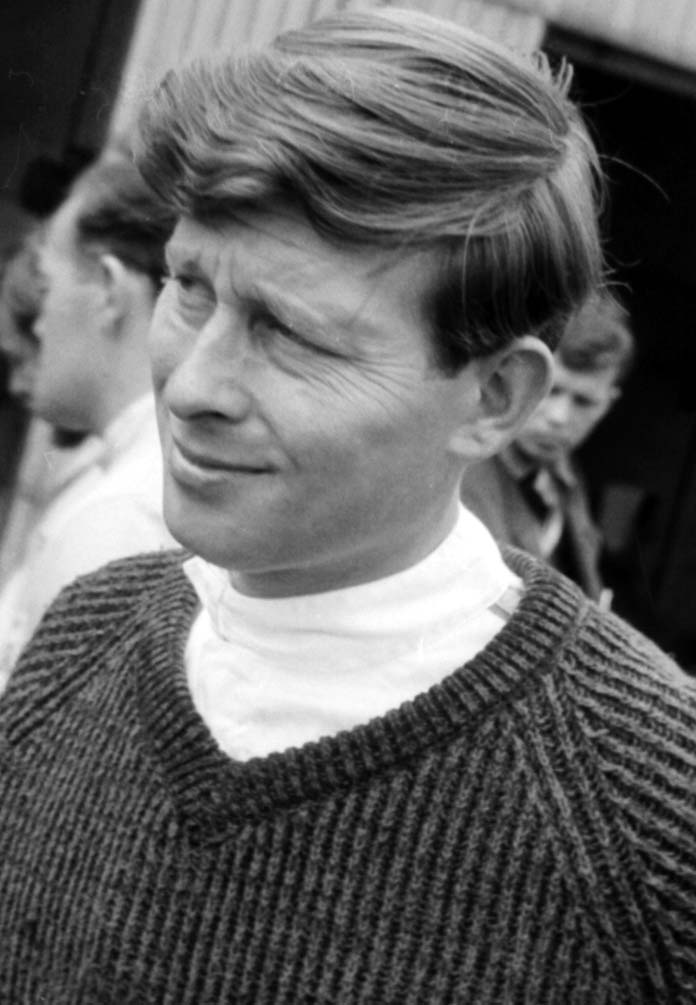
John Taylor, tödlich verunglückt

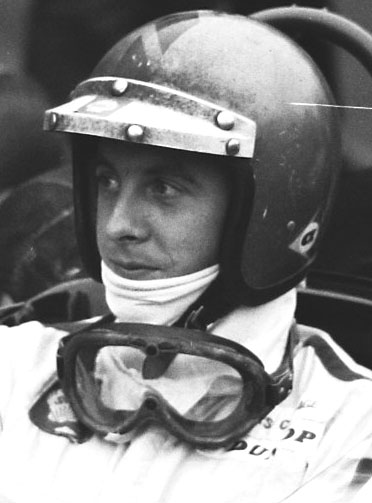
Debütrennen von Piers Courage (Bild von 1968)

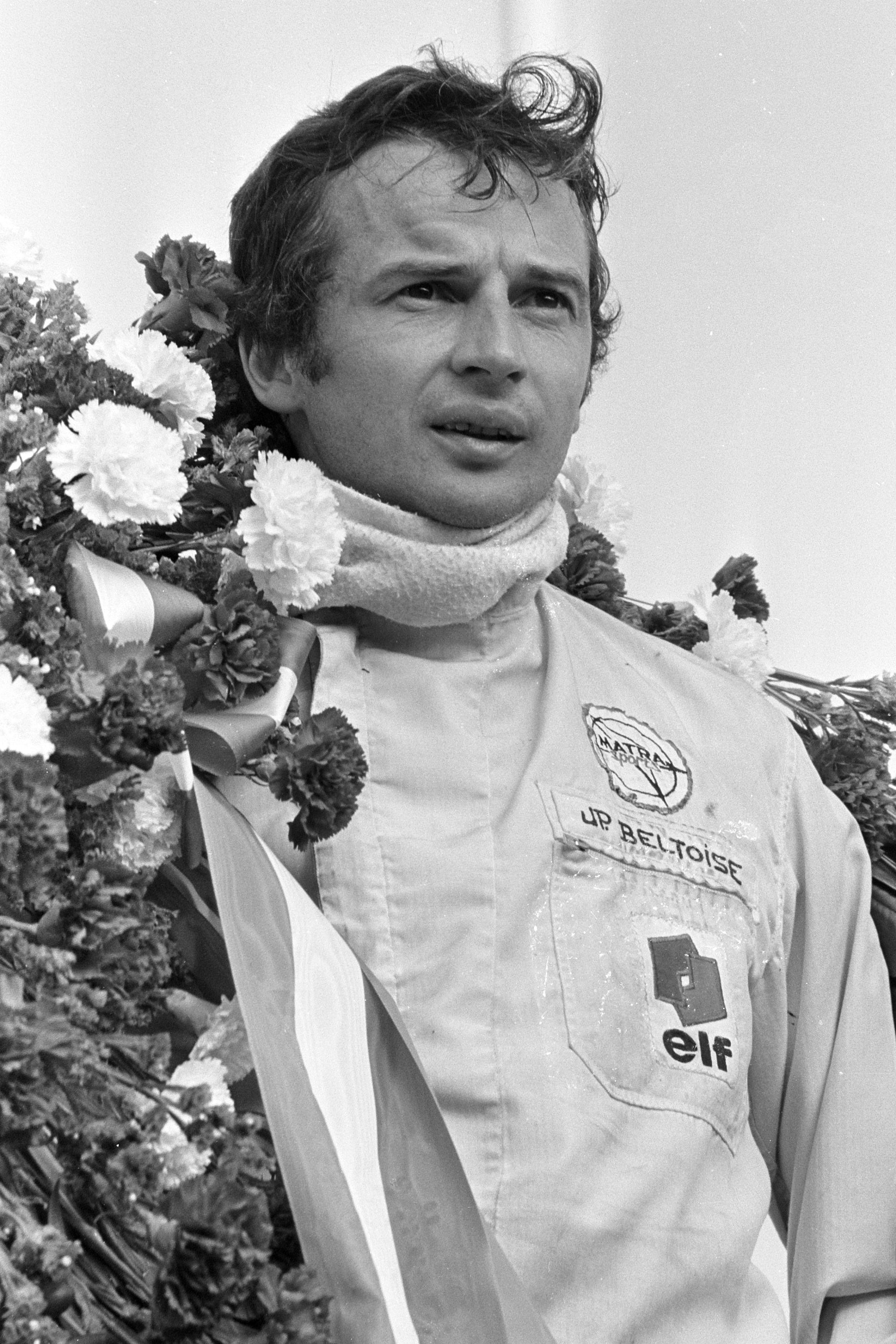
Debütrennen von Jean-Pierre Beltoise (Bild von 1968)

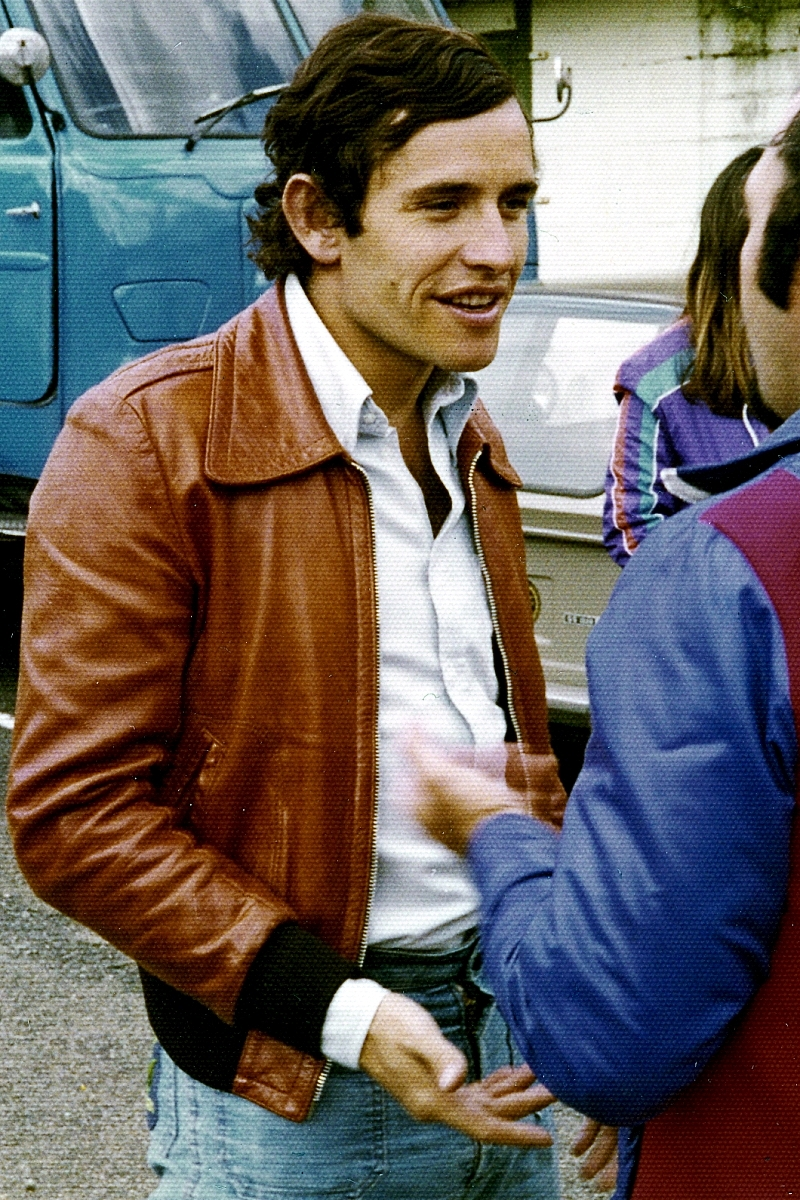
Debütrennen von Jacky Ickx (links – Bild von 1975)

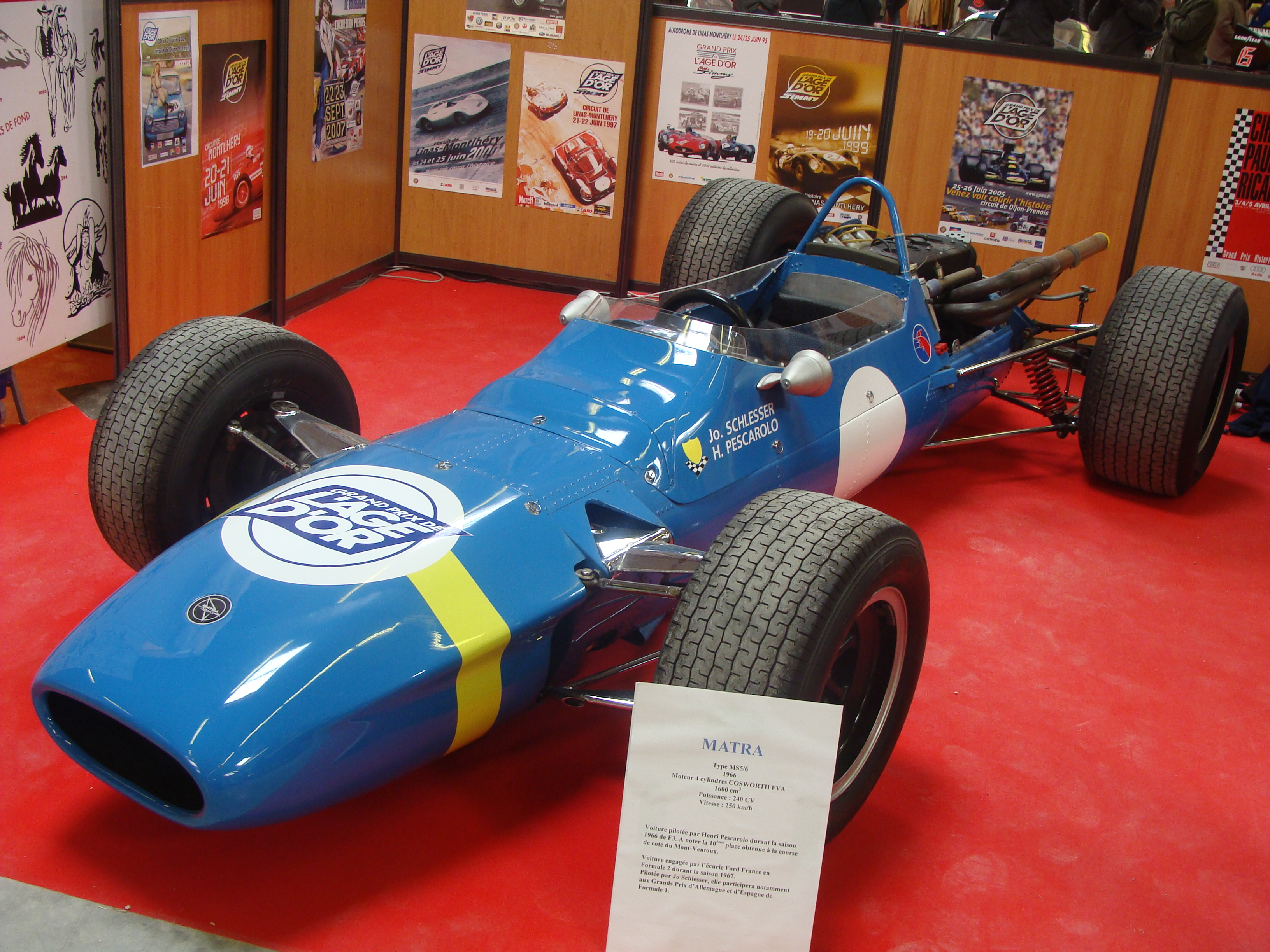
Debütrennen von Matra mit dem Matra MS5

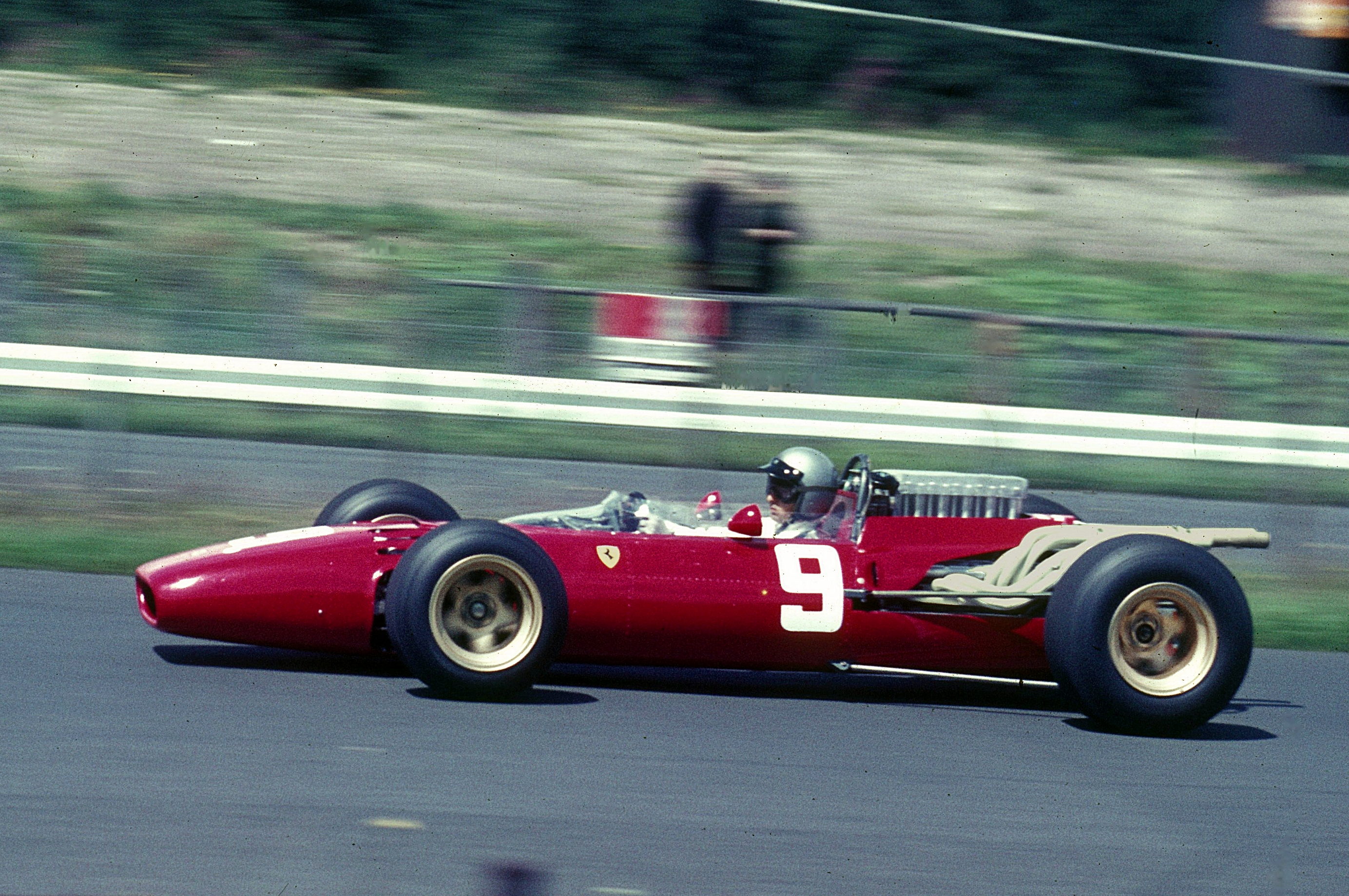
Bandini im Ferrari 312 beim Training zum GP von Deutschland 1966

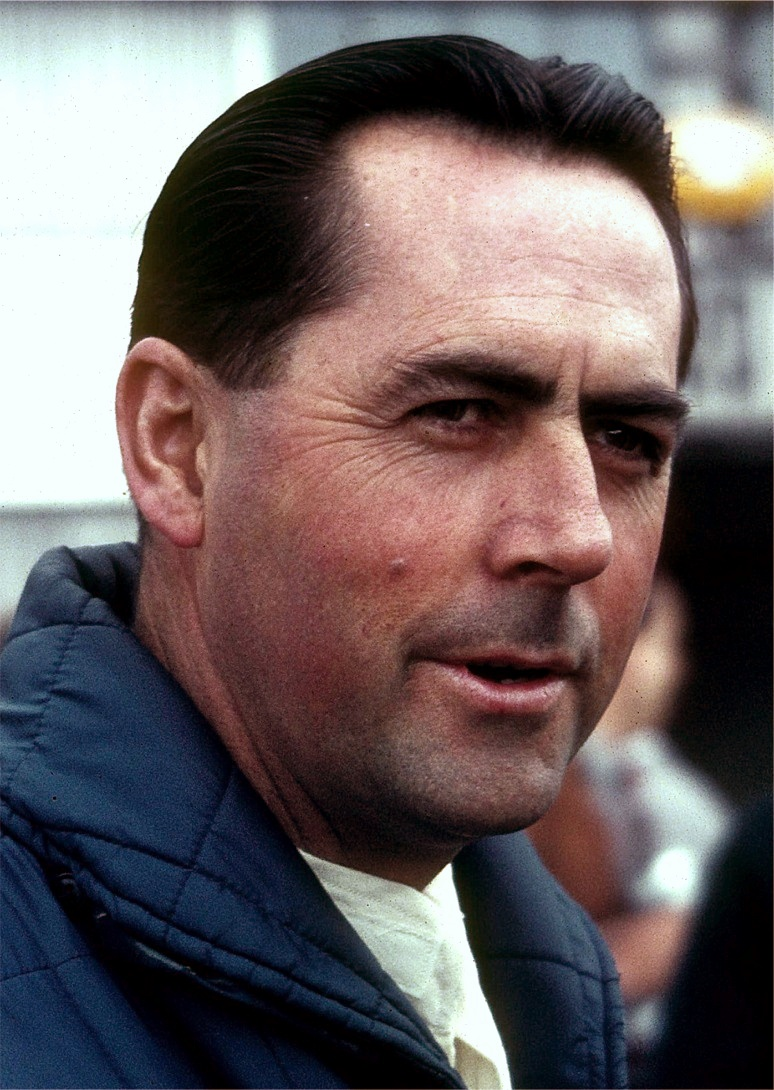
Sieger Jack Brabham beim Training vor dem GP von Deutschland 1966 im Fahrerlager des Nürburgrings

Drei Wochen nach dem Großen Preis der Niederlande wurde der Große Preis von Deutschland ausgetragen, der zusammen mit dem Formel-2-Rennen auf dem Nürburgring stattfand. Dass beide Serien im gleichen Rennen stattfanden, war zuletzt beim Großen Preis von Deutschland 1958 der Fall. Den Formel-2-Fahrern blieben Punkte in der Automobil-Weltmeisterschaft verwehrt, dennoch zählten ihre Trainingszeiten für die Startaufstellung und ihre Platzierung im Rennen für das Rennergebnis. Diese Maßnahme wurde von den Veranstaltern getroffen, um den Fans auf der mehr als 22 Kilometer langen Strecke mehr Fahrzeuge und damit mehr Unterhaltung zu bieten.
Bei Lotus fuhren die Stammfahrer Jim Clark und Peter Arundell weiterhin den Lotus 33. Da es in den vorhergehenden Rennen Probleme mit einem Dämpfer gab, wurde er vorerst weggelassen. Clark fuhr das letzte Mal in der Saison mit einem Climax-Aggregat, die restlichen Rennen bestritt er mit dem B.R.M. -Motor. Zusätzlich zum Werksteam trat das von Ron Harris betriebene Formel-2-Team von Lotus zum Rennen an. Für Gerhard Mitter, Pedro Rodríguez und Piers Courage wurden drei Lotus 44 eingesetzt, die einen Ford-Cosworth-Motor mit 1,0 Liter Hubraum hatten. Im Gegensatz zu den Firestone-Reifen des Werksteams wurden Dunlop-Reifen verwendet. Für Mitter war es die einzige Meldung 1966, Rodríguez bestritt nach zwei Rennen Pause sein zweites Saisonrennen und Courage debütierte in der Automobil-Weltmeisterschaft. Dies war zugleich sein erstes Rennen in der Formel 2; vorher fuhr er hauptsächlich in der Formel 3. 1967 kehrte Courage in die Automobil-Weltmeisterschaft zurück und fuhr bei Reg Parnell Racing.
Ferrari meldete drei Fahrzeuge für den Grand Prix. Stammfahrer Lorenzo Bandini und Mike Parkes fuhren den Ferrari 312/66 mit 3,0-Liter-V12-Motor und Dunlop-Reifen, Ludovico Scarfiotti einen Ferrari 246 Tasman mit 2,6-Liter-V6-Motor und Firestone-Bereifung. Scarfiotti war zu Ferrari zurückgekehrt, nachdem er zuletzt beim Großen Preis von Italien 1964 an einem Grand Prix in der Automobil-Weltmeisterschaft teilgenommen hatte. McLaren war ursprünglich für das Rennen gemeldet, zog die Meldung aber zurück und reiste nicht an. Bei den Teams mit Kundenfahrzeugen zog das Rob Walker Racing Team die Meldung wegen Streitigkeiten über das Startgeld zurück. Guy Ligier war 1966 zum letzten Mal für ein Rennen gemeldet und beendete anschließend verletzungsbedingt die Saison. Für John Taylor und Chris Lawrence war es das letzte Rennen ihrer Karrieren. Taylor verunglückte im Rennen und erlag einige Wochen später seinen Verletzungen. Lawrence fuhr anschließend noch einige Rennen in der Sportwagen-Weltmeisterschaft und wurde später Fahrzeugdesigner.
Durch die Formel-2-Starter debütierte der Konstrukteur Matra in der Automobil-Weltmeisterschaft. Matra trat sowohl mit einem Werksteam an als auch mit dem Kundenteam Tyrrell. Einige Jahre später traten beide Teams permanent in der Automobil-Weltmeisterschaft an, Tyrrell wurde zu einem sehr erfolgreichen Team, das 1971 die Konstrukteurs-Weltmeisterschaft gewann. Nach mehreren Übernahmen folgten zudem weitere Titelgewinne durch den heutigen Besitzer, das Mercedes AMG F1 Team. Für Matra Sports debütierten die Fahrer Jo Schlesser und Jean-Pierre Beltoise. Ihr Fahrzeug war ein Matra MS5, der mit Dunlop-Reifen und einem Ford-1,0-Liter-Motor ausgestattet war. Der Wagen war nach Formel-3-Reglement gebaut und in Blau lackiert. Für Tyrrell debütierten Hubert Hahne und Jacky Ickx in der Automobil-Weltmeisterschaft. Das Team setzte ebenfalls auf Matra MS5, allerdings hatte der Wagen von Hahne einen B.R.M.-Motor. Roy Winkelmann Racing meldete zwei Brabham BT18 mit Ford-Motoren. Alan Rees debütierte, Hans Herrmann fuhr nach fünf Jahren Pause sein letztes Rennen in der Automobil-Weltmeisterschaft. 1969 meldete er sich ein weiteres Mal für einen Grand Prix, nahm aber nicht am Rennen teil. Außerdem fuhr Kurt Ahrens sein Debütrennen mit einem privaten Brabham BT18 und Silvio Moser war zum ersten Mal gemeldet, mit einem privaten Brabham BT16.
Mit Joakim Bonnier, Graham Hill, John Surtees und Jim Clark nahmen vier ehemalige Sieger am Rennen teil, Surtees war der einzige dieser Piloten, der das Rennen zweimal gewann. Bei den Konstrukteuren war zuvor Ferrari achtmal siegreich, Lotus zweimal und B.R.M. einmal. In der Fahrerwertung führte Jack Brabham deutlich vor Hill und Jackie Stewart, noch hatten aber alle Fahrer theoretische Chancen auf den Gewinn der Weltmeisterschaft. In der Konstrukteurswertung lag Brabham vor Ferrari und B.R.M., auch hier waren für alle Konstrukteure noch theoretische Chancen auf den Titel vorhanden.

### Training
Die erste Trainingssitzung fand am Freitagmittag statt und dauerte 1,5 Stunden; die Wetterbedingungen waren sehr gut. Denis Hulme konnte nicht teilnehmen, weil sein Wagen einen Motorschaden hatte. Zudem fehlten Dan Gurney und Taylor, da ihre Fahrzeuge noch nicht fertig waren, und Ligier, der noch nicht an der Strecke angekommen war. Stewart erzielte die erste Bestzeit, war allerdings zwei Sekunden langsamer als die Pole-Zeit vom vorherigen Jahr, in dem noch mit 1,5 Liter Hubraum gefahren wurde. Das deutete darauf hin, dass alle Fahrer noch an der Einstellung arbeiteten und keine schnellen Runden gefahren wurden. Clark lag nach dem ersten Training auf Rang zwei vor Scarfiotti.
Um 16 Uhr begann die zweite Trainingssitzung, die ebenfalls über 1,5 Stunden ging. Direkt am Anfang begann es zu regnen, sodass die Strecke das gesamte Training über nass war. Als Ligier auf seine erste Runde ging, verlor er kurz nach der Startgeraden die Kontrolle über seinen Wagen und rutschte von der Strecke. Er verunglückte daraufhin in einem Waldstück und wurde durch den Aufprall an ein paar Bäumen aus dem Wagen geschleudert. Dabei brach er sich das Knie und zog sich weitere leichte Verletzungen zu. Ligier pausierte daraufhin den Rest der Saison und kehrte erst beim Großen Preis von Belgien 1967 wieder in die Automobil-Weltmeisterschaft zurück. Bedingt durch den Regen wurden keine Zeiten verbessert, sodass Stewart weiterhin vor Clark und Scarfiotti führte.
Am Samstagmittag fand die Trainingssitzung statt, in der die Fahrer mehr als zwei Stunden Zeit hatten. Hulmes Wagen war repariert, dafür fuhr Clark eine Zeit lang nicht, weil an seinem Lotus das Getriebe gewechselt werden musste. Anschließend fuhr er eine neue Bestzeit, die mehr als sieben Sekunden schneller als seine Pole-Zeit im Vorjahr war. Scarfiotti verunfallte und beschädigte seinen Ferrari leicht. Bei Hill gab es eine Beschädigung des Motors, sodass für ihn das Training ebenfalls vorzeitig beendet war. Clark sicherte sich die Pole-Position und war 1,5 Sekunden schneller als der Zweitplatzierte Surtees. Stewart qualifizierte sich auf den dritten Platz, Scarfiotti wurde Vierter. Mit Brabham auf Rang fünf qualifizierten sich fünf verschiedene Konstrukteure auf den ersten fünf Plätzen. Dahinter starteten die beiden Ferrari von Bandini und Parkes. Die ersten zehn wurden komplettiert durch Gurney, Jochen Rindt und Hill. Bei den Fahrern mit Kundenfahrzeugen war Bob Bondurant der schnellste auf Rang elf, den besten Startplatz der Formel-2-Starter belegte Ickx auf Rang 16.

### Rennen
Drei Fahrer traten nicht zum Start an. Ligier war nach seinem Trainingsunfall verletzt, Mitter litt an einer Fußverletzung und fühlte sich nicht fit genug für das Rennen. Moser startete wegen eines Motorschadens nicht. Das Wetter am Renntag war regnerisch; demzufolge war die Strecke während des ganzen Rennens nass. Beim Start hatten die Fahrzeuge mit 3,0-Liter-Motoren einen Vorteil. Surtees übernahm die Führung, dahinter folgten Brabham, Bandini und Rindt. Clark, der von Platz eins startete, fiel durch den schwächeren Motor mit 2,0 Liter Hubraum viele Plätze zurück.
Im hinteren Feld ereignete sich ein schwerer Unfall. Im Streckenabschnitt „Quiddelbacher Höhe“ kollidierten Ickx und Taylor miteinander. Taylors Wagen fing Feuer und brannte aus. Taylor wurde von Ickx aus dem Brabham gerettet, hatte aber schwere Brandverletzungen im Gesicht und auf der Brust erlitten. Er starb vier Wochen später an einer Brandwundeninfektion. Dies war der erste tödliche Unfall in einem Rennen der Automobil-Weltmeisterschaft seit dem Großen Preis von Italien 1961, als Wolfgang Graf Berghe von Trips tödlich verunglückte. Er blieb der einzige Fahrer, der in der Automobil-Weltmeisterschaft, später Formel 1, in einem Brabham tödlich verunglückte. Ickx setzte den Grand Prix fort, schied jedoch eine Runde später mit einem Getriebeschaden aus. Anderson fuhr durch die Trümmerteile des Unfalls und beschädigte dabei seinen Wagen.
In der ersten Rennrunde nutzte Brabham erneut die Überlegenheit seines Wagens und übernahm die Führung vor Surtees und Rindt. Clark hatte sich auf den vierten Platz verbessert, dahinter folgten Gurney, Stewart, Bandini und Parkes. Der Regen hatte leicht nachgelassen, setzte aber immer wieder ein, wodurch die Strecke weiterhin nass blieb. Surtees lag dicht hinter Brabham, dahinter schloss Gurney auf Clark auf und Hill überholte Parkes sowie Bandini. In der dritten Rennrunde ging Gurney an Clark vorbei und Hill überholte Stewart, eine Runde später auch Clark. Rindt fuhr auf Rang drei mit einem größeren Abstand auf die Spitze und mit einem großen Vorsprung auf Gurney hinter ihm. Ab der zweiten Rennrunde fielen einige Fahrer im hinteren Feld aus. Anderson schied mit einem Kraftübertragungsproblem aus. Bondurant stellte seinen Wagen mit Motorschaden an der Box ab. Bei Ahrens war das Getriebe der Ausfallgrund, bei Bonnier die Kupplung. In Runde vier hatte zudem Rees einen Motorschaden und Courage kam von der Strecke ab, wodurch das Rennen für ihn ebenfalls beendet war. Das Formel-2-Rennen führte Beltoise überlegen vor Hahne und Schlesser an.
In der sechsten Runde begann Hulme sich durch das Feld nach vorn zu kämpfen. Erst überholte er Stewart, anschließend Clark. Zwei Runden später ging er auch an Hill vorbei. Als er jedoch kurz davor war, auch Gurney zu überholen, erlitt sein Brabham einen Motorschaden und Hulme schied ebenfalls aus. Zur selben Zeit hatten auch Rodríguez und Parkes Motorschäden; für beide Fahrer war das Rennen ebenfalls beendet. Auch Scarfiotti erreichte das Ziel nicht, ebenso wie Lawrence und Spence, die ihre Fahrzeuge mit Defekten abstellten. In Runde elf verunfallte Clark, blieb aber unverletzt. Somit waren nur noch zwölf Fahrzeuge im Rennen.
An der Spitze vergrößerte Brabham den Vorsprung auf Surtees auf über 40 Sekunden; denn Surtees hatte Probleme mit der Kupplung und musste die Gänge ohne Kuppeln durchschalten. Ohne technische Schwierigkeiten beendete Brabham den Großen Preis von Deutschland mit seinem vierten Sieg in Folge, dem letzten der Saison. Dies blieb Brabhams einziger Sieg bei einem Großen Preis von Deutschland, für den Konstrukteur Brabham war es der erste. Nach dem Rennen meinte Brabham, dass er am Anfang der Saison ein Risiko mit der Auswahl eines zuverlässigen Motors eingegangen sei, der zwar nicht so kraftvoll wie der anderer Konstrukteure sei, dafür aber leichter. Er hätte nie gedacht, dass dies so gut ausginge. Zum Rennen selbst meinte Brabham, dass es sehr knapp war und sein ganzes Können abverlangte in Führung zu bleiben. Surtees wurde Zweiter vor seinem Teamkollegen Rindt und gewann seine erste Podestplatzierung auf Cooper. Hinter den beiden Cooper-Fahrern erreichten Hill und Stewart das Ziel in den Punkterängen, auf Platz sechs wurde Bandini klassifiziert. Gurney fiel durch einen technischen Defekt noch zwei Plätze zurück und wurde Siebter. Das Formel-2-Rennen gewann Beltoise vor Hahne und Schlesser, Herrmann wurde Vierter.
Die schnellste Rennrunde fuhr Surtees, dies war seine zweite der Saison. In der Fahrerwertung baute Brabham seinen Vorsprung weiter aus und lag 22 Zähler vor Hill sowie 24 Punkte vor Surtees auf Rang drei. Nur noch drei Fahrer hatten theoretische Chancen auf den Titel: Brabham, Surtees und Stewart. Brabham reichte ein Sieg im nächsten Rennen für den vorzeitigen Gewinn der Weltmeisterschaft. Surtees und Stewart hingegen mussten gewinnen, um ihre Chancen weiterhin aufrechtzuerhalten. In der Konstrukteurswertung führte Brabham vor Ferrari mit 16 Punkten Vorsprung, dahinter lag B.R.M. mit einem Zähler weniger. Auch hier reichte ein Sieg im nächsten Rennen für den vorzeitigen Titelgewinn, oder Ferrari und B.R.M. hätten es nicht gewinnen dürfen.

## Meldeliste

### Formel 1
| Team                        | Nr. | Fahrer              | Chassis            | Motor            | Reifen |
| --------------------------- | --- | ------------------- | ------------------ | ---------------- | ------ |
| Team Lotus                  | 01  | Jim Clark           | Lotus 33           | Climax 2.0 V8    | F      |
| Team Lotus                  | 02  | Peter Arundell      | Lotus 33           | BRM 2.0 V8       | F      |
| Brabham Racing Organisation | 03  | Jack Brabham        | Brabham BT19       | Repco 3.0 V8     | G      |
| Brabham Racing Organisation | 04  | Denis Hulme         | Brabham BT20       | Repco 3.0 V8     | G      |
| Owen Racing Organisation    | 05  | Graham Hill         | BRM P261           | BRM 2.0 V8       | G      |
| Owen Racing Organisation    | 06  | Jackie Stewart      | BRM P261           | BRM 2.0 V8       | D      |
| Cooper Car Company          | 07  | John Surtees        | Cooper T81         | Maserati 3.0 V12 | D      |
| Cooper Car Company          | 08  | Jochen Rindt        | Cooper T81         | Maserati 3.0 V12 | D      |
| Scuderia Ferrari SpA SEFAC  | 09  | Lorenzo Bandini     | Ferrari 312/66     | Ferrari 3.0 V12  | D      |
| Scuderia Ferrari SpA SEFAC  | 10  | Mike Parkes         | Ferrari 312/66     | Ferrari 3.0 V12  | D      |
| Scuderia Ferrari SpA SEFAC  | 11  | Ludovico Scarfiotti | Ferrari 246 Tasman | Ferrari 2.4 V6   | F      |
| Anglo American Racers       | 12  | Dan Gurney          | Eagle T1G          | Climax 2.7 L4    | G      |
| Team Chamaco Collect        | 14  | Bob Bondurant       | BRM P261           | BRM 2.0 V8       | G      |
| Reg Parnell Racing          | 15  | Mike Spence         | Lotus 25           | BRM 2.0 V8       | F      |
| David Bridges               | 16  | John Taylor         | Brabham BT11       | BRM 2.0 V8       | G      |
| Anglo Suisse Racing Team    | 17  | Joakim Bonnier      | Cooper T81         | Maserati 3.0 V12 | F      |
| Guy Ligier                  | 18  | Guy Ligier          | Cooper T81         | Maserati 3.0 V12 | D      |
| DW Racing Enterprises       | 19  | Bob Anderson        | Brabham BT11       | Climax 2.7 L4    | F      |
| JA Pearce Engineering       | 20  | Chris Lawrence      | Cooper T73         | Ferrari 2.9 V12  | D      |

### Formel 2
| Team                        | Nr. | Fahrer               | Chassis      | Motor       | Reifen |
| --------------------------- | --- | -------------------- | ------------ | ----------- | ------ |
| Caltex Racing Team          | 25  | Kurt Ahrens          | Brabham BT18 | Ford 1.0 L4 | D      |
| Tyrrell Racing Organisation | 26  | Hubert Hahne         | Matra MS5    | BRM 1.0 L4  | D      |
| Ken Tyrrell Racing          | 27  | Jacky Ickx           | Matra MS5    | Ford 1.0 L4 | D      |
| Roy Winkelmann Racing       | 28  | Hans Herrmann        | Brabham BT18 | Ford 1.0 L4 |        |
| Roy Winkelmann Racing       | 29  | Alan Rees            | Brabham BT18 | Ford 1.0 L4 |        |
| Ron Harris/Team Lotus       | 30  | Gerhard Mitter       | Lotus 44     | Ford 1.0 L4 | D      |
| Ron Harris/Team Lotus       | 31  | Pedro Rodríguez      | Lotus 44     | Ford 1.0 L4 | D      |
| Ron Harris/Team Lotus       | 32  | Piers Courage        | Lotus 44     | Ford 1.0 L4 | D      |
| Matra Sports                | 33  | Jo Schlesser         | Matra MS5    | Ford 1.0 L4 | D      |
| Matra Sports                | 34  | Jean-Pierre Beltoise | Matra MS5    | Ford 1.0 L4 | D      |
| Silvio Moser Racing Team    | 35  | Silvio Moser         | Brabham BT16 | Ford 1.0 L4 | D      |

## Klassifikationen

### Startaufstellung
| Pos. | Fahrer               | Konstrukteur    | Zeit       | Ø-Geschwindigkeit | Start |
| ---- | -------------------- | --------------- | ---------- | ----------------- | ----- |
| 01   | Jim Clark            | Lotus-Climax    | 8:16,5     | 165,39 km/h       | 01    |
| 02   | John Surtees         | Cooper-Maserati | 8:18,0     | 164,89 km/h       | 02    |
| 03   | Jackie Stewart       | B.R.M.          | 8:18,8     | 164,63 km/h       | 03    |
| 04   | Ludovico Scarfiotti  | Ferrari         | 8:20,2     | 164,17 km/h       | 04    |
| 05   | Jack Brabham         | Brabham-Repco   | 8:20,8     | 163,97 km/h       | 05    |
| 06   | Lorenzo Bandini      | Ferrari         | 8:21,1     | 163,87 km/h       | 06    |
| 07   | Mike Parkes          | Ferrari         | 8:21,7     | 163,68 km/h       | 07    |
| 08   | Dan Gurney           | Eagle-Climax    | 8:22,8     | 163,32 km/h       | 08    |
| 09   | Jochen Rindt         | Cooper-Maserati | 8:27,7     | 161,74 km/h       | 09    |
| 10   | Graham Hill          | B.R.M.          | 8:28,6     | 161,45 km/h       | 10    |
| 11   | Bob Bondurant        | B.R.M.          | 8:33,0     | 160,07 km/h       | 11    |
| 12   | Joakim Bonnier       | Cooper-Maserati | 8:35,2     | 159,39 km/h       | 12    |
| 13   | Mike Spence          | Lotus-B.R.M.    | 8:38,6     | 158,34 km/h       | 13    |
| 14   | Bob Anderson         | Brabham-Climax  | 8:42,5     | 157,16 km/h       | 14    |
| 15   | Denis Hulme          | Brabham-Repco   | 8:49,3     | 155,14 km/h       | 15    |
| 16   | Jacky Ickx           | Matra-Ford      | 8:52,0     | 154,35 km/h       | 16    |
| 17   | Peter Arundell       | Lotus-B.R.M.    | 8:52,7     | 154,15 km/h       | 17    |
| 18   | Jean-Pierre Beltoise | Matra-Ford      | 9:00,4     | 151,95 km/h       | 18    |
| 19   | Jo Schlesser         | Matra-Ford      | 9:01,5     | 151,65 km/h       | 19    |
| 20   | Pedro Rodríguez      | Lotus-Ford      | 9:03,0     | 151,23 km/h       | 20    |
| 21   | Kurt Ahrens          | Brabham-Ford    | 9:04,7     | 150,75 km/h       | 21    |
| 22   | Hans Herrmann        | Brabham-Ford    | 9:05,7     | 150,48 km/h       | 22    |
| 23   | Piers Courage        | Lotus-Ford      | 9:06,0     | 150,40 km/h       | 23    |
| 24   | Silvio Moser         | Brabham-Ford    | 9:06,0     | 150,40 km/h       | −     |
| 25   | Alan Rees            | Brabham-Ford    | 9:08,4     | 149,74 km/h       | 24    |
| 26   | John Taylor          | Brabham-B.R.M.  | 9:08,9     | 149,60 km/h       | 25    |
| 27   | Chris Lawrence       | Cooper-Ferrari  | 9:10,9     | 149,06 km/h       | 26    |
| 28   | Hubert Hahne         | Matra-B.R.M.    | 9:17,0     | 147,43 km/h       | 27    |
| 29   | Gerhard Mitter       | Lotus-Ford      | 9:32,2     | 143,51 km/h       | −     |
| 30   | Guy Ligier           | Cooper-Maserati | keine Zeit | −                 | −     |

### Rennen
| Pos. | Kat. | Fahrer               | Konstrukteur    | Runden | Stopps | Zeit      | Start | Schnellste Runde |
| ---- | ---- | -------------------- | --------------- | ------ | ------ | --------- | ----- | ---------------- |
| 01   | F1   | Jack Brabham         | Brabham-Repco   | 15     | 0      | 2:27:03,0 | 05    |                  |
| 02   | F1   | John Surtees         | Cooper-Maserati | 15     | 0      | + 44,4    | 02    | 8:49,0           |
| 03   | F1   | Jochen Rindt         | Cooper-Maserati | 15     | 0      | + 2:23,6  | 09    |                  |
| 04   | F1   | Graham Hill          | B.R.M.          | 15     | 0      | + 6:41,4  | 10    |                  |
| 05   | F1   | Jackie Stewart       | B.R.M.          | 15     | 0      | + 8:28,9  | 03    |                  |
| 06   | F1   | Lorenzo Bandini      | Ferrari         | 15     | 0      | + 10:56,4 | 06    |                  |
| 07   | F1   | Dan Gurney           | Eagle-Climax    | 14     | 0      | DNF       | 08    |                  |
| 08   | F2   | Jean-Pierre Beltoise | Matra-Ford      | 14     | 0      | + 1 Runde | 18    |                  |
| 09   | F2   | Hubert Hahne         | Matra-B.R.M.    | 14     | 0      | + 1 Runde | 27    |                  |
| 10   | F2   | Jo Schlesser         | Matra-Ford      | 14     | 0      | + 1 Runde | 19    |                  |
| 11   | F2   | Hans Herrmann        | Brabham-Ford    | 14     | 0      | + 1 Runde | 22    |                  |
| 12   | F1   | Peter Arundell       | Lotus-B.R.M.    | 14     | 0      | + 1 Runde | 17    |                  |
| –    | F1   | Mike Spence          | Lotus-B.R.M.    | 12     | 0      | DNF       | 13    |                  |
| –    | F1   | Jim Clark            | Lotus-Climax    | 11     | 0      | DNF       | 01    |                  |
| –    | F1   | Chris Lawrence       | Cooper-Ferrari  | 10     | 0      | DNF       | 26    |                  |
| –    | F1   | Ludovico Scarfiotti  | Ferrari         | 9      | 0      | DNF       | 04    |                  |
| –    | F1   | Mike Parkes          | Ferrari         | 9      | 0      | DNF       | 07    |                  |
| –    | F2   | Pedro Rodríguez      | Lotus-Ford      | 8      | 0      | DNF       | 20    |                  |
| –    | F1   | Denis Hulme          | Brabham-Repco   | 8      | 0      | DNF       | 15    |                  |
| –    | F2   | Piers Courage        | Lotus-Ford      | 4      | 0      | DNF       | 23    |                  |
| –    | F2   | Alan Rees            | Brabham-Ford    | 4      | 0      | DNF       | 24    |                  |
| –    | F1   | Joakim Bonnier       | Cooper-Maserati | 3      | 0      | DNF       | 12    |                  |
| –    | F1   | Bob Bondurant        | B.R.M.          | 3      | 0      | DNF       | 11    |                  |
| –    | F2   | Kurt Ahrens          | Brabham-Ford    | 3      | 0      | DNF       | 21    |                  |
| –    | F1   | Bob Anderson         | Brabham-Climax  | 2      | 0      | DNF       | 14    |                  |
| –    | F2   | Jacky Ickx           | Matra-Ford      | 1      | 0      | DNF       | 16    |                  |
| –    | F1   | John Taylor          | Brabham-B.R.M.  | 0      | 0      | DNF       | 25    |                  |
| DNS  | F1   | Guy Ligier           | Cooper-Maserati | –      | –      | –         | –     | –                |
| DNS  | F2   | Gerhard Mitter       | Lotus-Ford      | –      | –      | –         | –     | –                |
| DNS  | F2   | Silvio Moser         | Brabham-Ford    | –      | –      | –         | –     | –                |

## WM-Stände nach dem Rennen
Die ersten sechs des Rennens bekamen 9, 6, 4, 3, 2, 1 Punkte. Es zählten nur die fünf besten Ergebnisse aus neun Rennen. In der Konstrukteurswertung zählten dabei nur die Punkte des bestplatzierten Fahrers eines Teams.

### Fahrerwertung
| Pos. | Fahrer          | Konstrukteur                     | Punkte |
| ---- | --------------- | -------------------------------- | ------ |
| 01   | Jack Brabham    | Brabham-Repco                    | 39     |
| 02   | Graham Hill     | B.R.M.                           | 17     |
| 03   | John Surtees    | Cooper-Maserati / Ferrari        | 15     |
| 04   | Jochen Rindt    | Cooper-Maserati                  | 15     |
| 05   | Jackie Stewart  | B.R.M.                           | 14     |
| 06   | Lorenzo Bandini | Ferrari                          | 12     |
| 07   | Denis Hulme     | Brabham-Repco                    | 10     |
| 08   | Jim Clark       | Lotus-Climax                     | 7      |
| 09   | Mike Parkes     | Ferrari                          | 6      |
| 10   | Bob Bondurant   | B.R.M.                           | 3      |
| 11   | Richie Ginther  | Cooper-Maserati                  | 2      |
| 12   | Dan Gurney      | Eagle-Climax                     | 2      |
| 13   | Mike Spence     | Lotus-B.R.M.                     | 2      |
| 14   | John Taylor †   | Brabham-B.R.M.                   | 1      |
| 15   | Bruce McLaren   | McLaren-Serenissima              | 1      |
| 16   | Chris Irwin     | Brabham-Climax                   | 1      |
| 17   | Joakim Bonnier  | Brabham-Climax / Cooper-Maserati | 0      |

| Pos. | Fahrer               | Konstrukteur                     | Punkte |
| ---- | -------------------- | -------------------------------- | ------ |
| 18   | Chris Amon           | Cooper-Maserati                  | 0      |
| 19   | Jean-Pierre Beltoise | Matra-Ford                       | 0      |
| 20   | Guy Ligier           | Cooper-Maserati                  | 0      |
| 21   | Hubert Hahne         | Matra-B.R.M.                     | 0      |
| 22   | Jo Schlesser         | Matra-Ford                       | 0      |
| 23   | Chris Lawrence       | Cooper-Ferrari                   | 0      |
| 24   | Hans Herrmann        | Brabham-Ford                     | 0      |
| –    | Pedro Rodríguez      | Lotus-Climax                     | 0      |
| –    | Jo Siffert           | Cooper-Maserati / Brabham-B.R.M. | 0      |
| –    | Bob Anderson         | Brabham-Climax                   | 0      |
| –    | Peter Arundell       | Lotus-B.R.M.                     | 0      |
| –    | Trevor Taylor        | Shannon-Climax                   | 0      |
| –    | Ludovico Scarfiotti  | Ferrari                          | 0      |
| –    | Piers Courage        | Lotus-Ford                       | 0      |
| –    | Alan Rees            | Brabham-Ford                     | 0      |
| –    | Kurt Ahrens          | Brabham-Ford                     | 0      |
| –    | Jacky Ickx           | Matra-Ford                       | 0      |

### Konstrukteurswertung
| Pos. | Konstrukteur    | Punkte |
| ---- | --------------- | ------ |
| 01   | Brabham-Repco   | 39     |
| 02   | Ferrari         | 23     |
| 03   | B.R.M.          | 22     |
| 04   | Cooper-Maserati | 17     |
| 05   | Lotus-Climax    | 7      |
| 06   | Eagle-Climax    | 2      |

| Pos. | Konstrukteur        | Punkte |
| ---- | ------------------- | ------ |
| 07   | Lotus-B.R.M.        | 2      |
| 08   | Brabham-B.R.M.      | 1      |
| 09   | McLaren-Serenissima | 1      |
| 10   | McLaren-Ford        | 0      |
| 11   | Brabham-Climax      | 0      |